# 米勒斯費里 (阿拉巴馬州)
米勒斯費里（英語：Millers Ferry）是位於美國阿拉巴馬州威爾科克斯縣的一個非建制地區。該地的面積和人口皆未知。

## 地理
米勒斯費里的座標為32°08′59″N 87°22′03″W / 32.14972°N 87.36750°W，而該地的平均海拔高度為40米（即131英尺）。